# Grafton (West Virginia)
Grafton is een plaats (city) in de Amerikaanse staat West Virginia, en valt bestuurlijk gezien onder Taylor County.

## Demografie
Bij de volkstelling in 2000 werd het aantal inwoners vastgesteld op 5489.
In 2006 is het aantal inwoners door het United States Census Bureau geschat op 5386, een daling van 103 (-1.9%).

## Geografie
Volgens het United States Census Bureau beslaat de plaats een oppervlakte van
9,8 km², waarvan 9,5 km² land en 0,3 km² water. Grafton ligt op ongeveer 325 m boven zeeniveau.

## Plaatsen in de nabije omgeving
De onderstaande figuur toont nabijgelegen plaatsen in een straal van 20 km rond Grafton.